# Свети Атанасий (Грубевци)
Вижте пояснителната страница за други значения на Свети Атанасий.
„Свети Атанасий“ или „Свети Атанас“ (на гръцки: Άγιος Αθανάσιος) е възрожденска православна църква в ениджевардарското село Грубевци (Агросикия), Гърция, част от Воденската, Пелска и Мъгленска епархия.
Църквата е гробищен храм, разположен югозападно от селото. Построена е в 1750 година или според други източници в края на XVIII – началото на XIX век. В края на XIX – началото на XX век църквата е български екзархийски храм.
В архитектурно отношение храмът е трикорабна базилика с нартекс, трем, женска църква и полукръгла апсида. Иконостасът е резбован, позлатен и изписан със светски мотиви. Заедно с царските икони датира от 1804 година. Царските икони са подписани от Константин Зограф. В архитрава има стенописи.
Църквата е обявена за исторически паметник на 1 декември 1994 година.